# Ratnanagar
Ratnanagar (nep. रत्ननगर) – miasto w południowym Nepalu; w dystrykcie Chitwan. Według danych szacunkowych na rok 2010 liczy 53 317 mieszkańców. Ośrodek przemysłowy.